# Бріжит Латріль-Годен
Бріжит Латріль-Годен (15 квітня 1957 , Бордо ) — французька фехтувальниця на рапірах, олімпійська чемпіонка 1980 року, срібна призерка Олімпійських ігор 1976 року, бронзова призерка Олімпійських ігор 1984 року.

## Виступи на Олімпіадах
| Олімпіада         | Дисципліна           | Місце |
| ----------------- | -------------------- | ----- |
| Монреаль 1976     | індивідуальна рапіра | 21    |
| Монреаль 1976     | командна рапіра      | 2     |
| Москва 1980       | індивідуальна рапіра | 5     |
| Москва 1980       | командна рапіра      | 1     |
| Лос-Анджелес 1984 | індивідуальна рапіра | 8     |
| Лос-Анджелес 1984 | командна рапіра      | 3     |
| Сеул 1988         | індивідуальна рапіра | 26    |
| Сеул 1988         | командна рапіра      | 7     |